# Khoo Cai Lin
Khoo Cai Lin (ur. 25 grudnia 1988 w Petaling Jaya) – malezyjska pływaczka, uczestniczka igrzysk olimpijskich w Pekinie i Londynie.

## Przebieg kariery
W 2007 debiutowała na arenie międzynarodowej, startując w rozegranych w Melbourne mistrzostwach świata. Zawodniczka brała udział tego dnia w konkurencjach 400 m st. dowolnym i 100 m st. motylkowym. We wszystkich startach w ramach tych samych mistrzostw odpadła w eliminacjach, najlepszy wynik osiągnęła, zajmując 36. pozycję z rezultatem 9:21,90 w konkurencji pływackiej na dystansie 800 m stylem dowolnym.
W 2008 po raz pierwszy wystartowała w letnich igrzyskach olimpijskich. W ramach igrzysk wystartowała w konkurencji 400 m stylem dowolnym i zajęła 38. pozycję z czasem 4:23,37 oraz w konkurencji 800 m tym samym stylem, gdzie zajęła 34. pozycję z czasem 9:04,86 (wyprzedzając jedynie Polkę Karolinę Szczepaniak).
W 2012 w ramach letnich igrzysk olimpijskich w Londynie startowała w konkurencji 800 m st. dowolnym. Odpadła w eliminacjach, zajmując 30. pozycję z czasem 8:51,18.
Ostatni start zawodniczki w zawodach międzynarodowych miał miejsce 12 czerwca 2016 w Barcelonie, podczas rozegranych tutaj międzynarodowych zawodów pływackich zajęła 30. pozycję w konkurencji 400 m st. dowolnym.

## Rekordy życiowe
| Konkurencja             | Data              | Miejsce      | Rezultat   |
| Basen 50 m              | Basen 50 m        | Basen 50 m   | Basen 50 m |
| ----------------------- | ----------------- | ------------ | ---------- |
| 50 m stylem dowolnym    | 29 lipca 2011     | Szanghaj     | 0:29,37    |
| 100 m stylem dowolnym   | 29 lipca 2011     | Szanghaj     | 1:01,39    |
| 200 m stylem dowolnym   | 16 maja 2013      | Kuala Lumpur | 2:03,20    |
| 400 m stylem dowolnym   | 11 grudnia 2009   | Wientian     | 4:10,75    |
| 800 m stylem dowolnym   | 12 grudnia 2009   | Wientian     | 8:45,36    |
| 50 m stylem klasycznym  | 31 marca 2007     | Melbourne    | 0:37,49    |
| 100 m stylem klasycznym | 26 marca 2007     | Melbourne    | 1:20,82    |
| 50 m stylem motylkowym  | 15 listopada 2012 | Dubaj        | 0:30,25    |
| 100 m stylem motylkowym | 15 listopada 2012 | Dubaj        | 1:04,57    |
| 200 m stylem motylkowym | 14 grudnia 2009   | Wientian     | 2:14,30    |
| 400 m stylem zmiennym   | 26 marca 2015     | Kuala Lumpur | 4:54,67    |
| Basen 25 m              |                   |              |            |
| 50 m stylem dowolnym    | 5 listopada 2013  | Singapur     | 0:28,79    |
| 100 m stylem dowolnym   | 5 listopada 2013  | Singapur     | 1:00,55    |
| 200 m stylem dowolnym   | 5 listopada 2013  | Singapur     | 2:03,83    |
| 400 m stylem dowolnym   | 6 listopada 2013  | Singapur     | 4:19,24    |
| 800 m stylem dowolnym   | 5 listopada 2013  | Singapur     | 8:42,73    |

Źródło: 